# IG Metall

Logo

IG Metall (Alemán: Industriegewerkschaft Metall, IGM, "Unión Industrial de Trabajadores del Metal") es el sindicato dominante en Alemania en el sector del metal. La organización, con 2,26 millones de miembros (2019), es el mayor sindicato individual de la República Federal de Alemania, por delante de Ver.di, y es también el mayor organismo de representación de los trabajadores organizados del mundo. Fue fundada el 1 de septiembre de 1949. Después de haber disminuido en los años 90 y 2000 (en 1990 IG Metall tenía 2,679 millones de miembros), ha vuelto a subir ligeramente desde 2011. Alrededor de 500.000 miembros de la organización de masas son personas mayores.
IG Metall tiene su sede en el complejo de edificios "Main Forum" (Foro del Meno) en Fráncfort del Meno y representa a los empleados organizados en la organización en los sectores del metal/eléctrico, del acero, del textil/confección, de la madera/plásticos y de la tecnología de la información y la comunicación. Sólo ha estado representando a los sectores textil/confección y madera/plástico desde 1998 y 2000 respectivamente, cuando el Sindicato de Textiles y Confección (Gewerkschaft Textil-Bekleidung, GTB) y el Sindicato de Madera y Plásticos (Gewerkschaft Holz und Kunststoff, GHK) se unieron a IG Metall.
La oficina más grande de IG Metall está en Wolfsburg. En la sede del Grupo Volkswagen AG, contrariamente a la tendencia nacional, el número de miembros superó por primera vez la marca de 72.000 a finales de 2009, 80.000 miembros en 2012 y 90.000 en 2016.
IG Metall es miembro de
la organización Deutscher Gewerkschaftsbund, DGB,
la Federación Europea de Metalúrgicos (FEM), 
la Federación Internacional de Trabajadores de las Industrias Metalúrgicas (FITIM),
la Federación Internacional de Trabajadores del Textil, Vestuario y Cuero (FITTVC), 
la Federación Internacional de Trabajadores de la Construcción y la Madera (FITCM) y
la Federación Europea de Trabajadores de la Construcción y la Madera.
IG Metall representa principalmente a los trabajadores del sector principal de la economía alemana, la industria metalúrgica y eléctrica, que con 3,64 millones de empleados es el sector industrial más importante, representando aproximadamente el 60% de todas las exportaciones de la economía alemana (2011).
Sus iniciativas de política social y de negociación colectiva dieron forma a la constitución social alemana, como la aplicación de la indemnización por enfermedad mediante un conflicto laboral de tres meses en Schleswig-Holstein, los conflictos laborales para hacer cumplir la semana de 40 horas bajo el lema "Samstags gehört Vati mir" ("Los sábados, papá es mío.") en el decenio de 1960, las seis semanas de vacaciones anuales (huelga en la industria siderúrgica en 1978/79) y la semana de 35 horas en el decenio de 1980.
Numerosos gerentes de IG-Metall son activos en el sindicato así como en los consejos de supervisión de las grandes empresas. Pagan la mayor parte de su remuneración del consejo de supervisión a la Fundación Hans Böckler.
IG Metall está dividido en siete distritos: Costa, Baden-Württemberg, Baviera, Berlín-Brandeburgo-Sajonia, Central (antiguamente el distrito de Frankfurt; incluye los estados de Hesse, Renania-Palatinado, Sarre y Turingia), Baja Sajonia-Sajonia-Anhalt y Renania del Norte-Westfalia.
El IG Metall mantiene varias instituciones educativas centrales, entre ellas el centro educativo del IG Metall en Sprockhövel, el centro educativo Lohr-Bad Orb y el centro educativo del IG Metall en Berlín (Pichelssee). 

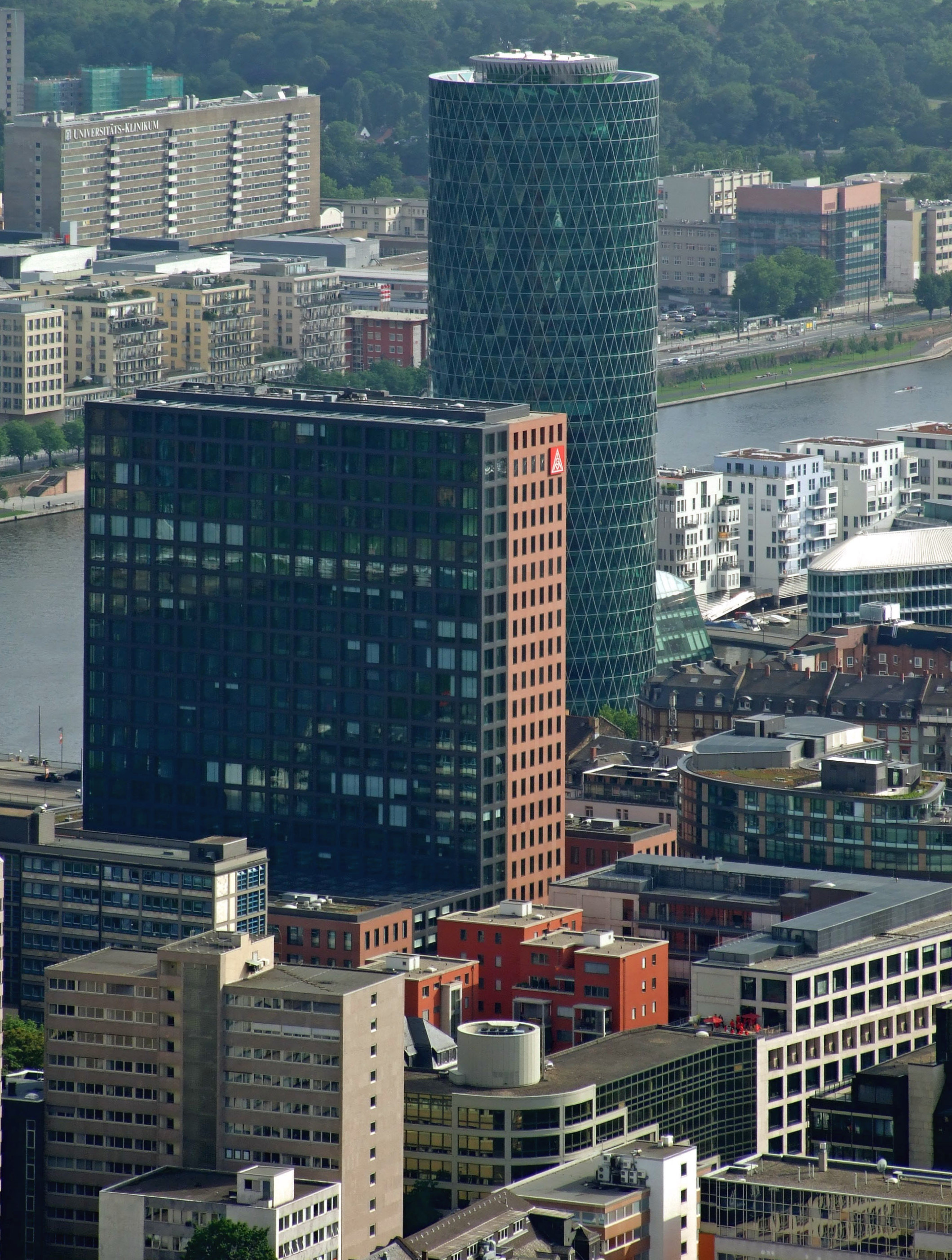
Sede central en Fráncfort del Meno

## Historia
Ya antes de 1878 se fundaron en Alemania las primeras asociaciones de trabajadores, que Otto von Bismarck trató de impedir hasta la década de 1890 mediante Leyes antisocialistas. Tras su abolición en 1890, se fundó la "Generalkommission der Gewerkschaften Deutschlands" (Comisión General de los Sindicatos Alemanes) y un año después la organización "Deutscher Metallarbeiter Verband", DMV, (Asociación Alemana de Metalúrgicos), la organización predecesora más importante de la IG Metall. El DMV se convirtió rápidamente en el mayor sindicato individual alemán del Imperio y de la República de Weimar. Ya en 1892, tuvo lugar el primer congreso de los sindicatos en Alemania. Hasta el comienzo de la Primera Guerra Mundial en 1914, se produjeron repetidas huelgas importantes de minería, metalurgia y astilleros. Después del final de la guerra, el "Allgemeiner Deutscher Gewerkschaftsbund", ADGB, (Confederación General de Sindicatos de Alemania) fue fundado en 1919 y la libertad de coalición fue consagrada en la Constitución de Weimar. Ese mismo año, los convenios colectivos se hicieron legalmente vinculantes por primera vez. En los años siguientes, diversas leyes, como la Ley de comités de empresa de 1920 o la Ley de seguro de desempleo de 1927, reforzaron el papel de los sindicatos y, por tanto, también del DMV.
En 1928, el DMV hizo construir una oficina central en la Lindenstrasse de Kreuzberg en Berlín por el conocido arquitecto Erich Mendelsohn. El sindicato fue aplastado por los nacionalsocialistas en 1933, que prohibieron todos los sindicatos libres. En los años siguientes, hasta 1945, muchos antiguos miembros del sindicato sufrieron la represión hasta que fueron ejecutados.
En los años de posguerra en Alemania Occidental se fundaron muchos sindicatos según el principio del sindicato unificado, el IG Metall, en 1949. Ese mismo año se celebró el congreso fundacional de la Federación Alemana de Sindicatos (Deutscher Gewerkschaftsbund, DGB) y se aprobó la ley de convenios colectivos. Como anteriormente en la constitución de la República de Weimar, la libertad de coalición también se consagró en la recién creada Ley Fundamental (Grundgesetz) de la República Federal de Alemania.
En 1951 se introdujo la Ley de Codeterminación y en 1952 la Ley de Constitución de Obras (Betriebsverfassungsgesetz). Por primera vez en 1954, hubo un pago especial basado en un convenio colectivo (bono de Navidad). El Tribunal Federal de Trabajo (Bundesarbeitsgericht) prohibió la introducción de grupos salariales de mujeres en 1952. En 1956/57, se convocó una huelga para continuar el pago de los salarios en caso de enfermedad. La semana de cinco días se aplicó por primera vez en 1959 en la industria minera del carbón. En 1962, ocho años después de su introducción, se pagó por primera vez la paga de vacaciones acordada colectivamente, el 14.º salario. En la industria del metal, la semana de 40 horas fue introducida en 1967 (dos años después de la industria de la impresión). En 1970, se aprobó la ley sobre el subsidio de enfermedad.
Según el antiguo miembro del consejo ejecutivo federal de la DGB, Kurt Hirche, los activos de IG Metall ascendían a unos 631 millones de marcos alemanes en 1972.
La Ley de Constitución de Obras fue renovada en 1972. La "Steinkühlerpause" (literalmente: pausa de Steinkühler) de cinco minutos por hora se introdujo en 1973 para los trabajadores del cinturón en el área de negociación colectiva de Baden-Wuerttemberg, y se adoptó parcialmente en otras áreas. (Lleva el nombre de Franz Steinkühler, el entonces negociador del sindicato IG Metall en Baden-Württemberg.) A partir de 1975, la atención se centró en la racionalización y la protección de los ingresos. En 1978 hubo una huelga en la industria del acero alrededor de la semana de 35 horas. En la industria del metal hubo una huelga en 1984. Sin embargo, la semana de 35 horas no se aplicó (todavía). En 1990, las estructuras de negociación colectiva de Alemania Occidental se transfirieron gradualmente a Alemania Oriental.
Los sindicatos de Alemania Oriental y Occidental se unieron en 1991. La semana de 35 horas se impuso en la industria metalúrgica en 1995. En el mismo año hubo el primer intento de una Alianza por los Trabajos. Se garantiza el pago completo y continuo de los salarios en caso de enfermedad. La Ley de la Constitución de Obras fue reformada en 2001. Con la conclusión de las negociaciones de la negociación colectiva en 2002, se concluyó también el acuerdo marco sobre la remuneración (Entgelt-Rahmenabkommen, ERA). En Alemania del Este, las huelgas para introducir la semana de 35 horas fracasaron en su mayor parte, lo que llevó a una crisis de liderazgo en el sindicato IG Metall. Después de largas disputas, las dos plantas de Siemens en Kamp-Lintfort y Bocholt decidieron por primera vez volver de la semana de 35 horas a la de 40 horas. En 2011, el IG Metall apoyó la transición energética.
En los próximos años hasta 2020, el IG Metall ya no ha buscado acuerdos sobre una reducción colectiva de las horas de trabajo como lo hizo en el decenio de 1980, sino que ha negociado modelos de tiempo de trabajo adaptados individualmente con opciones de reducción de las horas de trabajo para tareas de atención y apoyo, calificación y transiciones de edad flexibles.
Los ingresos por contribuciones de IG Metall en 2018 ascendieron a 586 millones de euros. En 2016, el número de miembros aumentó por sexto año consecutivo, aunque sólo en 230.

## Objetivos
Como objetivos de IG Metall, sus estatutos especifican en particular:
- lograr condiciones salariales y laborales favorables mediante la celebración de convenios colectivos;
- democratización de la economía, alejándose de los elementos neofascistas, militaristas y reaccionarios;
- lograr y asegurar el derecho de cogestión de los empleados en la empresa y en el área macroeconómica mediante el establecimiento de consejos económicos y sociales; la transferencia de industrias clave y otras empresas dominantes en el mercado y la economía a la propiedad común;
- la codeterminación en todo el sistema de educación y formación profesional, incluido el sistema escolar y universitario;
- la mejora y la uniformización del derecho laboral y social democrático;
- asegurar las condiciones legales para la libertad de acción de los sindicatos, en particular prohibiendo los cierres patronales;
- mejorar la atención de la salud preventiva y las medidas para la salud y la seguridad en el trabajo de los trabajadores;
- representar y promover la participación en pie de igualdad de las personas discapacitadas y de las personas con riesgo de discapacidad en la sociedad, en particular en la vida laboral;

## Presidentes del IG Metall
- Desde 1948 a 1956 dos presidentes con los mismos derechos
- 1948–1952: Walter Freitag, al principio presidente en la Zona Británica, luego en la Bizona y desde 1949 en toda la República Federal.
- 1948–1956: Hans Brümmer
- 1952–1956: Otto Brenner junto con Hans Brümmer
- En 1956 se modificaron los estatutos; nuevos títulos: 1.er presidente, 2.º presidente
- 1956–1972: Otto Brenner
- 1972–1983: Eugen Loderer
- 1983–1986: Hans Mayr
- 1986–1993: Franz Steinkühler
- 1993–2003: Klaus Zwickel
- 2003–2007: Jürgen Peters
- 2007–2013: Berthold Huber
- 2013–2015: Detlef Wetzel
- desde el 20 de octubre de 2015: Jörg Hofmann

Todos los anteriores presidentes de IG Metall fueron o son miembros del Partido Socialdemócrata de Alemania (SPD). Hay una cierta tradición de que el segundo presidente sucede al primero. Sólo Alois Wöhrle en 1969 y Karl-Heinz Janzen en 1992 se jubilaron sin ser el primer presidente, mientras que Walter Riester fue nombrado ministro Federal de Trabajo en 1998 y por lo tanto dimitió.